# Universitat de les Nacions Unides

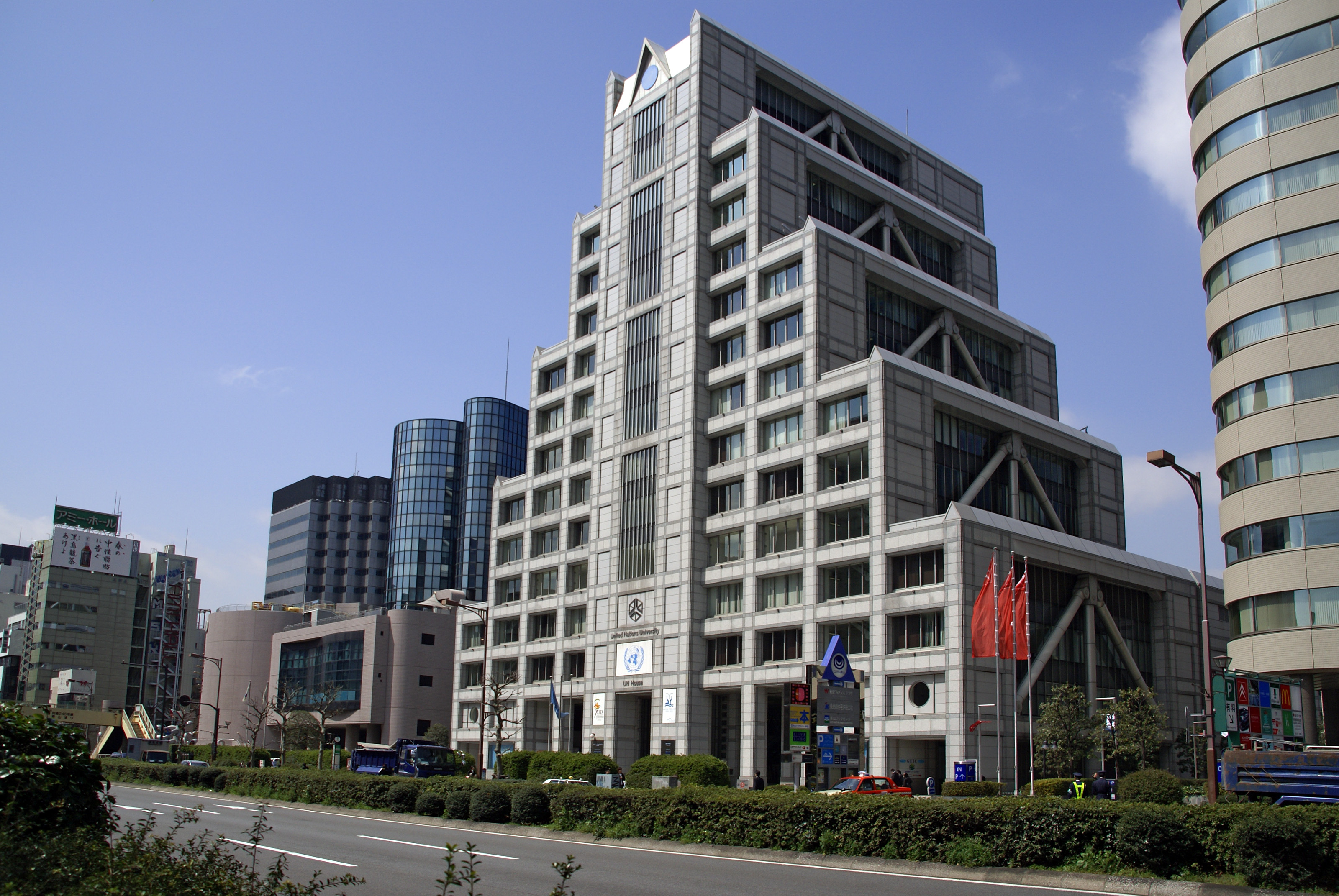
Universitat de Nacions Unides, Shibuya, Tòquio

La Universitat de les Nacions Unides (UNU) és una universitat establerta el 6 de desembre de 1973 en implementar la resolució 3081 de l'Assemblea General de les Nacions Unides, sota la proposta d'U Thant, secretari general de l'ONU en aquella època.
La UNU és un organisme autònom de les Nacions Unides, la Carta de les quals estableix la seva plena independència universitària. Treballa com un laboratori d'idees (think tank) en estreta col·laboració amb la Secretaria de l'ONU, la UNESCO i altres organitzacions del sistema de Nacions Unides, i mitjançant ella s'enforteixen els vincles amb la comunitat universitària internacional. Duu a terme la seva tasca a través d'una xarxa de centres i programes de recerca i de formació, tant als països desenvolupats com als països en vies de desenvolupament.
A diferència de la majoria de les universitats, la UNU no accepta estudiants ni atorga títols. En lloc d'això, té una sèrie de centres de recerca per tot el món, on els investigadors o estudiants de doctorat d'altres universitats poden anar a realitzar recerques. Està especialment orientada a investigadors i estudiants de països en vies de desenvolupament.
La UNU està dirigida per un rector i té la seva seu central a Tòquio, el Japó, amb dues seus alternes a Nova York (UNU/ONU) i París (UNU/UNESCO). No rep finançament del pressupost regular de les Nacions Unides sinó que es finança amb contribucions voluntàries dels estats membres i del retorn de les seves inversions, que en l'actualitat són de 350 milions de dòlars estatunidencs. El pressupost de la UNU és d'aproximadament 37 milions de dòlars estatunidencs per any.

## Centres i Programes de Recerca i de Formació (RTC/P)
En l'actualitat, la Universitat de les Nacions Unides compta amb vuit Centres i Programes de Recerca i de Formació, cadascun amb el seu mandat específic, situats en diferents parts del món.
- Institut Mundial de la UNU de Recerques d'Economia del Desenvolupament [UNU/WIDER]. Hèlsinki, Finlàndia
- Institut de la UNU de Noves Tecnologies [UNU/INTECH]. Maastricht, Països Baixos
- Institut internacional de la UNU de tecnologia del Programari [UNU/IIST]. Macau, la Xina
- Institut de la UNU de Recursos Naturals a Àfrica [UNU/INRA]. Legon, Ghana
- Institut de la UNU d'Estudis Avançats [UNU/IAS]. Yokohama, el Japó
- Programa de Biotecnologia de la UNU per a Amèrica Llatina i el Carib [UNU/BIOLAC]. Caracas, Veneçuela
- Xarxa Internacional de la UNU sobre l'Aigua, el Medi Ambient i la Salut [UNU/INWEH] McMaster University. Hamilton, el Canadà
- Programa de la UNU per a l'Alimentació i la Nutrició Office of the Vice-Provost, Nova York, USA
- Programa de Formació Geotèrmica (UNU/GTP). Reykjavík, Islàndia
- Programa de Formació en matèria de Pesca (UNU/FTP), Reykjavík, Islàndia

El rector és actualment David M. Malone.
La UNU va traslladar el seu Institute of Advanced Studies a Minato Mirai 21 a Yokohama, el Japó el març de 2004.